# Vanessa Nußbaumer
Vanessa Nußbaumer (27 ottobre 1998) è una sciatrice alpina austriaca.

## Biografia
Originaria di Sibratsgfäll e attiva dal novembre del 2014, la Nußbaumer ha esordito in Coppa Europa il 2 febbraio 2016 a Davos in discesa libera (49ª) e in Coppa del Mondo il 9 gennaio 2021 a Sankt Anton am Arlberg nella medesima specialità (37ª); il 3 febbraio 2022 ha conquistato a Sarentino in supergigante il primo podio in Coppa Europa (3ª) e l'11 gennaio 2023 ad Altenmarkt-Zauchensee in discesa libera la prima vittoria. Non ha preso parte a rassegne olimpiche o iridate.

## Palmarès

### Coppa del Mondo
- Miglior piazzamento in classifica generale: 118ª nel 2022

### Coppa Europa
- Miglior piazzamento in classifica generale: 11ª nel 2023
- 2 podi:
  - 1 vittoria
  - 1 terzo posto

#### Coppa Europa - vittorie
| Data            | Località              | Paese   | Specialità |
| --------------- | --------------------- | ------- | ---------- |
| 11 gennaio 2023 | Altenmarkt-Zauchensee | Austria | DH         |

Legenda:

DH = discesa libera

### South American Cup
- Miglior piazzamento in classifica generale: 13ª nel 2023
- 2 podi:
  - 1 vittoria
  - 1 secondo posto

#### South American Cup - vittorie
| Data           | Località | Paese | Specialità |
| -------------- | -------- | ----- | ---------- |
| 30 agosto 2022 | La Parva | Cile  | DH         |

Legenda:

DH = discesa libera

### Campionati austriaci
- 2 medaglie:
  - 2 bronzi (discesa libera nel 2021; discesa libera nel 2022)